# Lille ravnekakadu
Lille ravnekakadu (latin: Calyptorhynchus lathami) er en fugl i familien kakaduer i ordenen papegøjer, der lever i det østlige Australien.